# Fóssil de idade
Em estratigrafia, um fóssil de idade ou fóssil característico é um grupo taxonómico, geralmente género ou espécie, utilizado para a definição de biozonas na datação relativa de formações geológicas. Nem todos os grupos de animais ou plantas que existiram ao longo do registo geológico apresentam características que permitam o seu uso como fóssil de idade. Para isso, o grupo tem que obedecer obrigatoriamente a um conjunto de pré-requisitos:
- 1 - Curto período de duração – um grupo só é característico de uma dada época geológica se tiver extensão estratigráfica restrita, isto é, se o intervalo entre o seu aparecimento e extinção for curto. A Lingula, por exemplo, é um género de braquiópode que existe quase imutável desde o Câmbrico e como tal inútil como fóssil de idade. Por outro lado, os arqueociatos surgiram, atingiram o pico de biodiversidade e extinguiram-se no intervalo Câmbrico inferior – Câmbrico médio, sendo por isso bastante úteis para este fim.
- 2 - Ampla distribuição geográfica – de forma a poderem ser encontrados em diversos locais e permitirem comparações e correlações entre formações geológicas distantes. Se um determinado grupo obedece à condição 1 mas tem distribuição reduzida, não há como provar que é de facto representativo. Da mesma forma um grupo com distribuição local terá um interesse limitado.
- 3 – Capacidade de reprodução – se a população de um grupo for elevada, aumentam as probabilidades dos seus fósseis ocorrerem no registo geológico com a frequência desejada. Esta é a condição que impede que a quase totalidade dos grupos de vertebrados seja inútil para este fim: por muitos dinossauros que tenham existido, a sua quantidade não se compara, por exemplo, às centenas de foraminíferos que podem ocorrer numa amostra de algumas gramas.(fósseis não reproduzem)
- 4 – Estruturas fossilizáveis – a fossilização de um organismo depende em grande medida da presença de estruturas rígidas, como conchas, espículas ou ossos. Se um determinado grupo obedecer às três condições anteriores mas não possuir estruturas endurecidas, a probabilidade de vir a integrar o registo fóssil é bastante baixa e impede o seu uso como fóssil de idade.

## Fósseis de idade
- A lista seguinte apresenta alguns exemplos de fósseis de idade e os períodos do tempo geológico em que são úteis enquanto tal (não necessariamente correspondente ao intervalo entre o aparecimento e extinção).
- Archaeocyatha – Câmbrico inferior a médio
- Trilobites – Paleozóico
- Acritarcas - Paleozóico inferior
- Ostracodos, Ordem Leperditocopida - Paleozóico inferior
- Graptólitos – Ordovício e Silúrico
- Braquiópodes – Silúrico e Devónico
- Ostracodos, Ordem Paleocopida - Paleozóico superior
- Foraminíferos fusulinídeos - Paleozóico superior
- Amonites – Mesozóico, permitem individualizar zonas com menos de um milhão de anos.
- Crinóides – Jurássico
- Calpionelídeos - Jurássico superior
- Belemnites – Cretácico
- Foraminíferos globotruncanídeos - Cretácico superior
- Foraminíferos globorotalídeos – Neogénico